# Martin Hartmann (Jurist)
Martin Hartmann (* 29. Oktober  1870 in Ladenburg; † 26. November 1931 in Konstanz; evangelisch) war ein promovierter Jurist, der ab 1895 im badischen Staatsdienst tätig war.

## Leben
Während seines Studiums wurde er 1888 Mitglied der Burschenschaft Allemannia Heidelberg.
Hartmann legte im Frühjahr 1892 die Erste Juristische Staatsprüfung ab und arbeitete anschließend als Rechtspraktikant. Nach der Zweiten Juristischen Staatsprüfung im Juni 1895 wurde er als Referendar im badischen Staatsdienst angestellt.
Im Jahr 1895 arbeitete Hartmann als Dienstverweser bei den Bezirksämtern Eppingen, Wertheim, Triberg, Achern und Weinheim. Weitere Tätigkeiten in der Position des Dienstverwesers folgten: 1896 bei den Bezirksämtern Mosbach und Bruchsal, 1897 bei den Bezirksämtern Eppingen und Konstanz sowie 1898 bei den Bezirksämtern Pforzheim und Waldkirch.
Am 10. Dezember 1900 wurde Martin Hartmann als Amtmann beim Bezirksamt Karlsruhe eingestellt und in gleicher Position das Jahr darauf beim Bezirksamt Bühl, am 17. Juli 1902 beim Bezirksamt Baden und am 11. Mai 1906 beim Bezirksamt Triberg. Als Oberamtmann diente er ab dem 1. August 1906 beim Bezirksamt Triberg
und ab dem 31. Juli 1912 beim Bezirksamt Weinheim. Ab April 1919 wirkte Hartmann im Geheimen Regierungsrat mit. Des Weiteren fand er am 24. Oktober 1919 beim Bezirksamt Ettlingen, im Jahr 1924 beim Bezirksamt Konstanz und 1926 als Landeskommissär in Konstanz Anstellung.

## Auszeichnungen
- Badische Jubiläumsmedaille
- Südwestafrika-Denkmünze aus Stahl
- Braunschweigischer Orden Heinrichs des Löwen 3. Klasse
- Anhaltischer Orden Albrechts des Bären 3. Klasse
- Ritterkreuz 1. Klasse des Zähringer Löwenordens (1906)
- Badisches Kriegsverdienstkreuz (1906)
- Preußisches Verdienstkreuz für Kriegshilfe (1917)